# Scuola clavicembalistica francese
La Francia durante il periodo Barocco (XVII e XVIII secolo) ha visto una grande fioritura di compositori per clavicembalo: la scuola clavicembalistica francese.

## Cronologia
Questo periodo può essere schematicamente diviso in due parti.

## Inizi della musica clavicembalistica in Francia (1640-1710)
Il primo periodo, fino verso il 1710, è quello dei pionieri che mettono a punto lo stile francese (style brisé o luthé) e la struttura della suite classica. A partire da quest'epoca è attestata l'importanza che i musicisti francesi attribuiscono all'ornamentazione: è infatti frequente che i compositori aggiungano all'inizio delle loro opere stampate una "tavola degli abbellimenti" descrivendo in modo più o meno esplicito il modo in cui si debbano interpretare. François Couperin, grande figura del clavicembalo, preciserà inoltre più tardi che un'interpretazione degli abbellimenti diversa da quella che egli raccomanda nelle sue composizioni traviserebbe la volontà del compositore.
Appartengono a quest'epoca, in un ordine sommariamente cronologico:
- Jacques Champion de Chambonnières, considerato il "padre" della scuola clavicembalistica francese 
  - 2 libri pubblicati nel 1670 (ma i pezzi furono composti ben prima)
- Louis Couperin
  - fra il 1650 e il 1661: circa 130 pezzi rimasti manoscritti
- Nicolas Lebègue
  - 1677 - 1º libro di pezzi raggruppati in suite
  - 1687 - 2º libro di suite
- Jean-Henri d'Anglebert
  - 1689 - raccolta di pezzi per clavicembalo con trascrizioni di opere di Lully e alcuni pezzi per organo
- Jean-Nicolas Geoffroy
  - prima del 1694: 255 pezzi, raggruppati in suite in tutti i toni, rimasti manoscritti
- Louis Marchand
  - 1699: 1º libro (1 suite)
  - 1702: 2º libro (1 suite)
  - verso il 1715: libro (1 suite) (scoperto nel 2003)
- Charles Dieupart
  - 1701 (?): 6 suite con ouverture alla francese
- Gaspard Le Roux
  - 1705: 7 suite
- Élisabeth Jacquet de La Guerre
  - 1687: 1º libro di suite
  - 1707: 2º libro di suite
- Louis-Nicolas Clérambault
  - 1704: 1º libro (2 suite)

Bisogna qui citare anche il tedesco Johann Jakob Froberger, presente a Parigi verso il 1650, la cui influenza sembra determinante per la definizione della forma classica della suite (allemanda, corrente, sarabanda, giga).
Al di fuori delle raccolte stampate (le prime sono quelle di Chambonnières), le fonti più importanti - in particolare per Louis Couperin - sono il Manoscritto Bauyn e il Manoscritto Parville.
Molti di questi artisti praticano la forma - arcaizzante a partire dal 1700 - del preludio non misurato ereditato dai liutisti e varie altre danze desuete (branle de basque, canarie, pavane, gaillarde...)

## Secondo periodo (1710-1789)
Il secondo periodo, a partire dal 1710 circa, porta un rinnovamento delle forme e dello stile sull'impulso di François Couperin e Jean Philippe Rameau. Se il primo si rivela il grande poeta dello strumento, il secondo introduce uno stile brillante, quasi scarlattiano, nella tradizione francese: i loro successori, come Daquin, prenderanno esempio da entrambi.
Questo periodo si caratterizza per il progressivo diffondersi della suite (forma che Couperin e alcuni suoi emuli chiameranno "ordre"), per l'importanza attribuita ai pezzi a carattere imitativo, per l'influenza della virtuosità italiana e e per l'incessante apparire delle raccolte di pezzi.
Alla fine del periodo la tendenza generale si evolve verso lo stile galante e l'utilizzo del basso albertino. Questa evoluzione è particolarmente evidente nell'ultimo libro di Duphly. Questi è però l'ultimo a dedicare la sua opera al clavicembalo che nel frattempo viene sostituito dal fortepiano: la sua morte nel 1789, come anche quella di Armand-Louis Couperin, sembra essere il simbolo della fine di un'epoca.
In questo periodo sono attivi (lista non esaustiva):
- François Couperin
  - 1713: Premier livre de pièces de clavecin - ordres da 1 a 5
  - 1716: 8 preludi e allemande da L'art de toucher le clavecin
  - 1717: Deuxième livre de pièces de clavecin - ordres da 6 a 12
  - 1722: Troisième livre de pièces de clavecin - ordres da 13 a 19
  - 1730: Quatrième livre de pièces de clavecin - ordres da 20 a 27
- Nicolas Siret
  - 1709 (?): 1º libro (dedicato a François Couperin)
  - 1719: 2º libro
- Jean-Philippe Rameau
  - 1706: Premier livre de pièces de clavecin
  - 1724: Deuxième livre de pièces de clavecin
  - 1728: Troisième livre de pièces de clavecin
  - 1741: cinque Pièces de clavecin en concerts
  - 1747: La Dauphine (pezzo sciolto)
- Jean-François Dandrieu
  - 1705: 3 libri per clavicembalo detti "di gioventù" (de jeunesse)
  - 1724: 1º libro
  - 1728: 2º libro
  - 1734: 3º libro
- Louis-Antoine Dornel
  - 1731: 6 suite
- Le Bret
  - verso il 1730-1740: due suite
- François d'Agincourt
  - 1733: raccolta di quattro ordre
- Durocher
  - 1733: 1º libro
- Pierre Février
  - 1734: 1º libro
  - verso il 1740: 2º libro
- Michel Corrette
  - 1734: 1º libro
  - dal 1749 al 1769: Les Amusements du Parnasse - méthode de clavecin (6 libri)
- Louis-Claude Daquin
  - 1735: 1º libro - 4 suite
- Jean-Odéo Demars
  - 1735: 1º libro - 4 suite
- Joseph Bodin de Boismortier
  - 1735: Quattro suite di pezzi per clavicembalo - op. 59
- Bernard de Bury
  - 1737: 1º libro - 4 suite
- Josse Boutmy
  - 1738-1750: 3 libri
- Charles-Alexandre Jollage
  - 1738: 1º libro
- Jean-Adam Guilain
  - 1739: 1º libro
- Jean-Baptiste Barrière
  - 1740: Sonates et Pièces pour le clavecin
- Philippe-François Véras
  - 1740: 1º libro
- Jean-Joseph de Mondonville
  - 1740: Pièces de clavecin en sonates avec accompagnement de violon, op. 3
  - 1748: Pièces de clavecin avec voix ou violon, op. 5
- Pierre-Claude Foucquet
  - verso il 1740-1750: 3 libri
- Pierre-Jean Lambert
  - 1741: Pièces de clavecin (5 suite)
- Célestin Harst
  - 1745: 1º libro
- Joseph-Nicolas-Pancrace Royer
  - 1746: 1º libro
- Jean-Baptiste Antoine Forqueray
  - 1747: Pièces de clavecin, transcrites de pièces pour viole de son père et de lui-même
- Friedrich Wilhelm Marpurg o Marpourg, tedesco residente in Francia 
  - verso il 1748: 1º libro
- Claude Balbastre
  - 1748: 1º libro
  - 1759: 2º libro
- Armand-Louis Couperin
  - 1751: Pièces de clavecin
- Christophe Moyreau
  - 1753: 6 libri
- Jacques Duphly
  - 1744: 1º libro
  - 1748: 2º libro
  - 1756: 3º libro
  - 1768: 4º libro
- Charles Noblet
  - 1757: Nouvelles suittes de pièces de clavecin et trois sonates, avec accompagnement de violon
- Abbé Gravier
  - 1759: Sei sonate
- Simon Simon
  - 1761: 1º libro
  - 1770: 2º libro
  - 1770: 3º libro
- J. Feyzeau
  - 1764: Pièces de clavecin en sonates
- Jean-Jacques Beauvarlet Charpentier
  - 1764: 6 sonate per clavicembalo
  - 1770: 1º libro di pezzi per clavicembalo
  - 1776: Airs choisis variés pour clavecin ou pianoforte
  - 1778: 2 concerti per clavicembalo o fortepiano
  - 1779: IIIe Recueil de petits airs choisis et variés pour clavecin, pianoforte ou harpe
  - 1782: Ve Recueil de six airs choisis et variés pour clavecin ou pianoforte, 2 sono duetti
- Jean-Frédéric Edelmann
  - verso il 1770: Recueils de Pièces de Clavecin
- Jean-François Tapray
  - 1770: 4 variazioni sui Sauvages di Rameau
  - 1789 Premiers éléments du clavecin ou du piano, op. 25 (dodici pezzi)
  - etc.
- Josse-François-Joseph Benaut
  - 1773: 1º (e unico) libro (per clavicembalo o fortepiano)
- Franz Beck
  - 1773: sonate per clavicembalo o fortepiano